# Christus-Erlöser-Kirche (Wydminy)
Bei der Christus-Erlöser-Kirche in Wydminy (deutsch Widminnen) handelt es sich um ein im Jahr 1701 wieder aufgebautes Bauwerk mit Grundmauern aus dem 16. Jahrhundert. Bis 1945 war sie ein evangelisches Gotteshaus für das ostpreußische Kirchspiel Widminnen; heute ist sie eine römisch-katholische Pfarrkirche in der polnischen Woiwodschaft Ermland-Masuren.

## Geographische Lage
Wydminy liegt in der östlichen Mitte der Woiwodschaft Ermland-Masuren. Durch den Ort verlaufen die Woiwodschaftsstraße DW 655 sowie die Bahnstrecke Głomno–Białystok.
Der Standort der Kirche befindet sich an der nordöstlichen, hier ulica Grunwaldzka genannten Hauptdurchgangsstraße (DW 655) bzw. an deren Zubringerstraßen zum Widminner See (polnisch Jezioro Widmińskie).

## Kirchengebäude
Um die Mitte des 16. Jahrhunderts erhielt Widminnen eine evangelische Kirche. Sie brannte beim Stadtbrand 1572 ab. Der Nachfolgebau wurde bei einem erneuten Brand 1656 stark beschädigt. Unter Verwendung alten Mauerwerks wurde die Kirche 1701 wieder aufgebaut. Es entstand ein verputzter Feldsteinbau mit dreiseitigem Chor und dreigeschossigem Westturm mit angefügter südlicher Vorhalle. 
Die innere Tür der Vorhalle hatte Klappflügel mit einem Schloss, das mit „F.C. III 1700“ gekennzeichnet war. Über dem Kirchenportal befand sich eine Marmortafel mit der Gravur: Fridericus Rex Prussiae. Fridericus Wilhelmus von Lesgewang Capitaenus. Johannes Stobaeus Pastor. Aedificata anno 1701.
1867 fand eine umfangreiche Renovierung der Kirche statt. Seither ist die Decke des Innenraums ein freitragendes Hängewerk. Der Altar und die Kanzel wurden 1719 gefertigt; sie sind unstaffiert und entstammen der gleichen Werkstatt. Aus dem 19. Jahrhundert stammen die Kronleuchter sowie ein Taufengel.
Die Orgel war ein Werk des 19. Jahrhunderts. Das Geläut der Kirche bestand ursprünglich aus drei Glocken.
Das Kirchengebäude wurde nach Beschädigungen im Ersten Weltkrieg 1925 restauriert und überstand den Zweiten Weltkrieg glimpflich. Es wurde nach mehr als zweihundert Jahren als evangelisches Gotteshaus 1946 enteignet und von der Römisch-katholischen Kirche übernommen. In den 1960er Jahren wurde das Bauwerk noch einmal gründlich renoviert und für veränderte liturgische Zwecke umgestaltet. Heute ist es römisch-katholische Pfarrkirche mit dem Namen „Kościół Chrystusa Zbawiciela“ (Christus-Erlöser-Kirche).

## Kirchengemeinde

### Evangelisch

#### Kirchengeschichte
1558 wurde Widminnen mit der Gründung einer evangelischen Kirchengemeinde und dem sich anschließenden Bau eines Gotteshauses ein Kirchdorf. Ihm wurde ein weitflächiges Kirchspiel zugeordnet. Bis zum Beginn des 19. Jahrhunderts amtierten hier zwei Geistliche gleichzeitig, und zwischen 1900 und 1913 wurde dem Pfarrer ein Hilfsprediger zur Seite gestellt. Das Kirchenpatronat oblag den staatlichen Stellen. Die Zahl der Gemeindeglieder belief sich 1925 auf 5200. Bis 1945 gehörte die Pfarrei Widminnen zum Kirchenkreis Lötzen in der Kirchenprovinz Ostpreußen der Evangelischen Kirche der Altpreußischen Union.
Flucht und Vertreibung der einheimischen Bevölkerung setzten dem Leben der Kirchengemeinde ein vorläufiges Ende. Da die bisher evangelische Kirche heute ein katholisches Gotteshaus ist, besitzen jetzt die wenigen evangelischen Gemeindeglieder ein kleines Kirchengebäude an der ul. Grundwaldzka. Es untersteht als Filialkirche der Pfarrei in Giżycko (Lötzen) in der Diözese Masuren der Evangelisch-Augsburgischen Kirche in Polen.

#### Kirchspielorte (bis 1945)
Bis 1945 gehörten zum Kirchspiel Widminnen 20 Dörfer, Ortschaften und Wohnplätze:
| Name          | Änderungsname 1938 bis 1945 | Polnischer Name |  | Name          | Änderungsname 1938 bis 1945 | Polnischer Name |
| ------------- | --------------------------- | --------------- |  | ------------- | --------------------------- | --------------- |
| *Czarnowken   | Grundensee                  | Czarnówka       |  | Nienstedten   |                             | Rydze           |
| Czybulken     | Richtenfeld                 | Cybulki         |  | Paulinenhof   |                             | Wólka Cybulska  |
| Ernstfelde    |                             | Ernstowo        |  | *Radzien      | Königsfließ                 | Radzie          |
| Gembalken     |                             | Gębałki         |  | *Schemionken  | (ab 1928) Bergwalde         | Siemionki       |
| *Groß Gablick |                             | Gawliki Wielkie |  | Scheuba       |                             | Siejba          |
| Insel         |                             | Wyspa           |  | Schraderswert |                             | Dudka           |
| Junien        | Kleinbalzhöfen              | Junie           |  | Soltisten     |                             | Sołtyski        |
| Klein Gablick |                             | Gawliki Małe    |  | *Sucholasken  | (ab 1935) Rauschenwalde     | Sucholaski      |
| Königgrätz    |                             | Grodziec        |  | *Wensowken    | Großbalzhöfen               | Wężówka         |
| *Masuchowken  | (ab 1936) Rodental (Ostpr.) | Mazuchówka      |  | Widminnen     |                             | Wydminy         |

#### Pfarrer (bis 1945)
Von 1558 bis 1945 amtierten an der Kirche Widminnen als evangelische Geistliche:
| - Samuel Barowski, 1558 - Johann Dunitius, ab 1566 - Samuel Dunitius d. Ä., 1579–1604 - Christoph Breuer, 1594–1625 - Caspar Wissowatti, bis 1625 - Jacob Breuer - Samuel Dunitius d. J., 1625 - Christoph Gadzali - Martin Strugul, 1643–1684 - Martin Madeicka, 1657–1662 - Andreas Strugul, 1681–1684 - Johann Stobäus, 1663–1702 - Andreas Strugul, 1684–1705 - Johann Schrödter, 1703–1707 - Daniel Lepach, 1705–1710 - Raphael Gregorowius, 1707–1732 - Christoph Strugul, 1710–1720 - Martin Gisewius, 1721–1753 - Salomo Lascowius, 1735–1742 - Gottfried Döring, 1742 | - Samuel Ogronglowius, 1743–1753 - Tobias Knobbe, 1753–1758 - Joseph Gisewius, 1753–1808 - Friedrich Ludwig Hoffmann, 1758–1761 - Gottfried W. Jerzembski, 1761–1780 - Daniel Radke, 1780–1788 - Theophil Kendziorra, 1787–1802 - Johann Friedrich Bruno, 1802–1814 - Johann Salkowski, 1810–1811 - Christian Sadowski, 1812–1813 - Karl Heinrich Gregorovius, 1813–1831 - Benjamin Szczesny, 1831–1871 - Theophil C. Tribukait, 1871–1877 - Kurt Rudloff, 1900–1903 - Martin Adolf Lux, 1903–1907 - Emil Salewski, 1907–1909 - Karl Emil Wiski, 1878–1910 - Wilhelm G.S. Gemmel, 1910 - Emil Richard Jencio, 1910–1935 - Rudolf Mantze, 1935–1945 |

### Römisch-katholisch
Bis 1945 waren die wenigen katholischen Gemeindeglieder in die Pfarrgemeinde in Lötzen eingepfarrt. Sie gehörte zum Dekanat Masuren II (Sitz: Johannisburg, polnisch Pisz) im Bistum Ermland. Heute ist die einst evangelische Kirche das katholische Gottesdienstzentrum. Die Pfarrgemeinde gehört zum Dekanat św. Krzystofa Giżycko im Bistum Ełk (Lyck) der Römisch-katholischen Kirche in Polen. Zugeordnet sind die Filialkirchen in Gawliki Wielkie (Groß Gablick) und in Sołtmany (Soltmahnen).